# サン＝タムール
サン＝タムール （Saint-amour）は、ボジョレーワインの1つ。
サン＝タムール＝ベルヴュ村単独で、村名AOCサンタムールを持っている。10ヶ村が認められている、クリュ・ボージョレと呼ばれる、ボジョレーワイン最上位のワインを産する村の一つで、そのなかではいちばん北にあり、唯一ソーヌ＝エ＝ロワール県の村である。
フランス語で「聖なる愛」という、誠に結構な名前がついているおかげで、若い恋人たちの間で人気が高い。アメリカンチェリーの香りと、フレッシュな果実味が特徴のガメ種ぶどうによるワインのなかでも、最もやさしく繊細な味わいのワインといわれている。